# تذوق الشاي

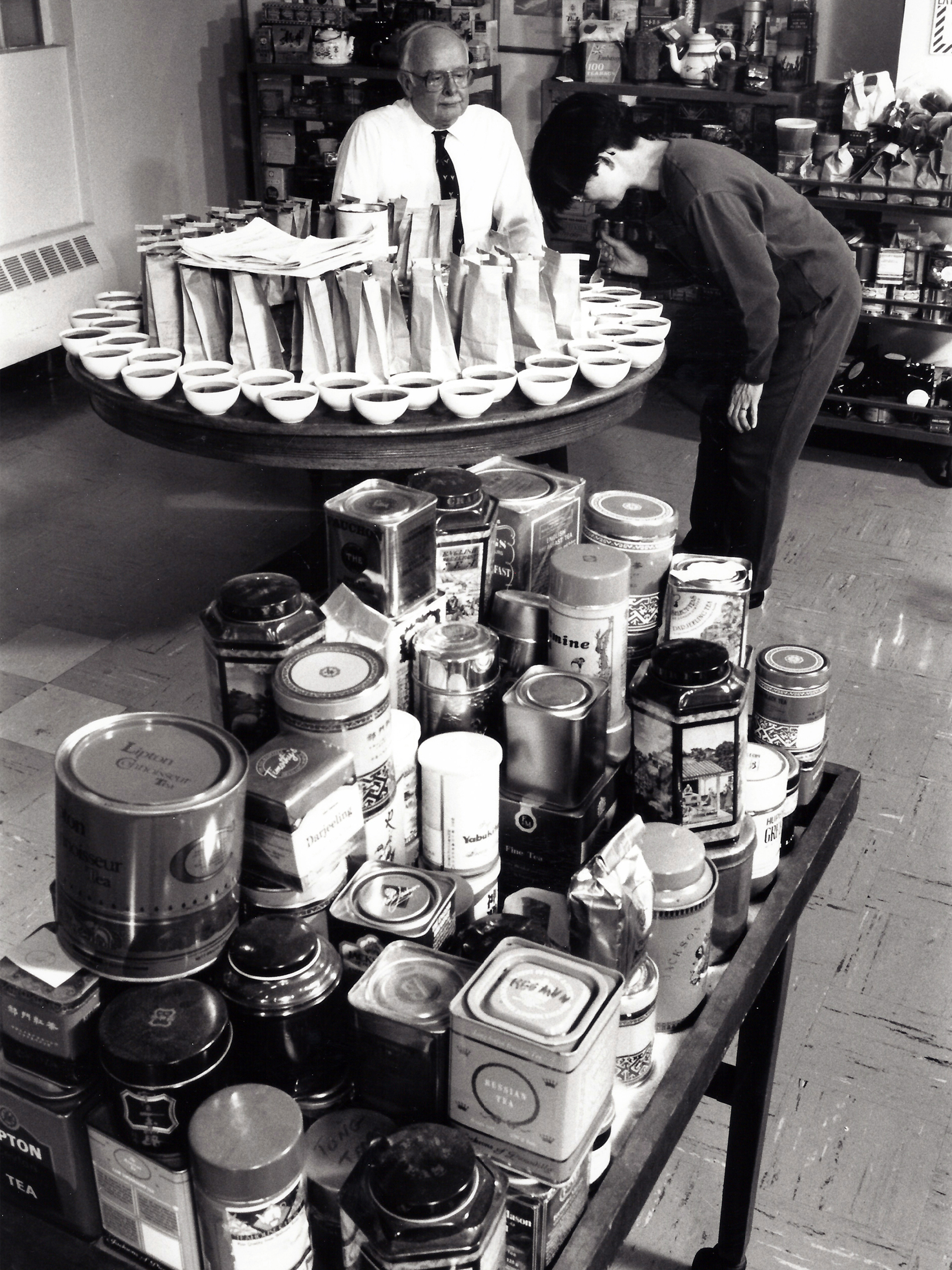
كانت إدارة الغذاء والدواء الأمريكية تقوم باختبارات تذوق الشاي حتى عام 1996.

إن تذوق الشاي هو العملية التي يحدد فيها الذائق المدرّب نوعية الشاي المعين. نظرًا للظروف المناخية والطبوغرافية وعملية التصنيع والنسخ المختلفة لنبات الكاميليا الصينية (الشاي)، قد يكون للمنتج النهائي نكهات ومظهر مختلف تمامًا. يمكن تذوق هذه الاختلافات من خلال ذواق متدرب من أجل التأكد من الجودة قبل البيع أو ربما مزج الشاي.